# فلورین (کالیفرنیا)
فلورین (به انگلیسی: Florin) یک منطقهٔ مسکونی در ایالات متحده آمریکا است که در شهرستان ساکرامنتو، کالیفرنیا واقع شده‌است. فلورین ۲۲٫۵۳۹ کیلومتر مربع مساحت و ۴۷٬۵۱۳ نفر جمعیت دارد و ۱۰ متر بالاتر از سطح دریا واقع شده‌است.